# Aur (Marshall)
Aur è una municipalità delle Isole Marshall con 537 abitanti.
La municipalità è costituita dall'omonimo atollo, costituito da 42 isolette, nella Catena delle Ratak, nell'Oceano Pacifico, a sud di Maloelap la terra emersa più vicina.
L'atollo è costituito da un'ampia laguna (239,7 km²).
Sull'isola si trova un piccolo aeroporto, con codice IATA: AUL.

## Nome
La municipalità è stata chiamata in passato anche con i seguenti nomi:
- Aurh,
- Ibbeson,
- Ibbetson's Island (Gilbert 1788),
- Traversey I. (Kotzebue 1816)

## Popolazione
| Popolazione |      |      |      |      |      |      |  |  |  |
| Anno        | 1958 | 1967 | 1973 | 1980 | 1988 | 1999 |  |  |  |
| Abitanti    | 241  | 361  | 300  | 444  | 438  | 537  |  |  |  |
|             |      |      |      |      |      |      |  |  |  |

## Storia
Aur fu scoperta il 27 giugno 1788 dai capitani britannici Thomas Gilbert e William Marshall. Il 23 febbraio 1817 vi sbarcò anche il navigatore russo Otto von Kotzebue, che la esplorò in parte. La scoperta delle Ratak si deve però allo spagnolo Alonso de Salazar nel 1526. Aur seguì la sorte dell'arcipelago nel cadere prima in mano spagnola, poi tedesca (1885), giapponese (1914) e statunitense (1944).